# Ícaro (revista portuguesa)
Ícaro foi uma revista dedicada à poesia e prosa, editada em Coimbra e dirigida por Ernesto Gonçalves.
A primeira edição desta revista,foi publicada em Julho de 1919 e os seus fundadores foram:
- João Cabral do Nascimento
- Luís Vieira de Castro
- Alfredo Brochado
- Américo Cortez Pinto